# Kommakategorie
Eine Kommakategorie ist eine Konstruktion in der mathematischen Kategorientheorie, die 1963 von F. W. Lawvere eingeführt wurde. Der Name ergibt sich aus der ursprünglich von Lawvere verwendeten Notation.

## Definition
Für die allgemeinste Konstruktion der Kommakategorie betrachtet man zwei Funktoren. Typischerweise ist einer von beiden auf der terminalen Kategorie definiert: viele kategorientheoretische Darstellungen betrachten nur diesen Fall.
Seien {\displaystyle {\mathcal {A}}}, {\displaystyle {\mathcal {B}}} und {\displaystyle {\mathcal {C}}} Kategorien, {\displaystyle T} und {\displaystyle S} Funktoren
{\displaystyle {\mathcal {A}}{\xrightarrow {\;\;T\;\;}}{\mathcal {C}}{\xleftarrow {\;\;S\;\;}}{\mathcal {B}}}.
Die Kommakategorie {\displaystyle (T\downarrow S)} ist folgendermaßen definiert:
- Die Objekte sind Tripel {\displaystyle (\alpha ,\beta ,f)}, wobei {\displaystyle \alpha } Objekt in {\displaystyle {\mathcal {A}}}, {\displaystyle \beta } Objekt in {\displaystyle {\mathcal {B}}} und {\displaystyle f:T(\alpha )\rightarrow S(\beta )} Pfeil in {\displaystyle {\mathcal {C}}} ist.
- Die Pfeile von {\displaystyle (\alpha ,\beta ,f)} nach {\displaystyle (\alpha ',\beta ',f')} sind Paare {\displaystyle (g,h)}, wobei {\displaystyle g\colon \alpha \rightarrow \alpha '} und {\displaystyle h\colon \beta \rightarrow \beta '} jeweils Pfeile in {\displaystyle {\mathcal {A}}} und {\displaystyle {\mathcal {B}}} sind, so dass das folgende Diagramm kommutiert:

{\displaystyle {\begin{matrix}T(\alpha )&{\xrightarrow {T(g)}}&T(\alpha ')\\f{\Bigg \downarrow }&&{\Bigg \downarrow }f'\\S(\beta )&{\xrightarrow[{S(h)}]{}}&S(\beta ')\end{matrix}}}
Die Verkettung von Pfeilen ist durch {\displaystyle (g,h)\circ (g',h'):=(g\circ g',h\circ h')} definiert.

## Spezialfälle

### Kategorie der Objekte unter A
Der erste Spezialfall tritt ein, wenn {\displaystyle {\mathcal {A}}={\boldsymbol {1}}} terminal (d. h. es gibt genau ein Objekt und dessen Identität ist der einzige Morphismus) und {\displaystyle S} identischer Funktor ist (also {\displaystyle {\mathcal {B}}={\mathcal {C}}}). Dann ist in obiger Definition {\displaystyle T(\alpha )=A} für ein festes Objekt {\displaystyle A} in {\displaystyle {\mathcal {C}}}. Die diesbezügliche Kommakategorie heißt Kategorie der Objekte unter {\displaystyle A}, geschrieben {\displaystyle (A\downarrow {\mathcal {C}})}. Die Objekte {\displaystyle (\alpha ,\beta ,f)} können kurz {\displaystyle (\beta ,f)} notiert werden, da die Festlegung von {\displaystyle A} die Angabe von {\displaystyle \alpha } überflüssig macht; {\displaystyle f:T(\alpha )\rightarrow S(\beta )} notieren wir kurz als {\displaystyle f:A\rightarrow \beta } - oft wird {\displaystyle f} auch {\displaystyle i_{\beta }} genannt, insbesondere, wenn es sich um Injektionen handelt. Ähnlich können wir die Darstellung eines Pfeils {\displaystyle (g,h):(B,i_{B})\rightarrow (B',i_{B'})} auf {\displaystyle h:B\rightarrow B'} reduzieren, da {\displaystyle g} stets als {\displaystyle id_{A}} gewählt wird. Das folgende Diagramm kommutiert:
{\displaystyle (A,id_{A})} ist ein Anfangsobjekt von {\displaystyle (A\downarrow {\mathcal {C}})}. Ist {\displaystyle A} bereits ein Anfangsobjekt von {\displaystyle {\mathcal {C}}}, so ist {\displaystyle (A\downarrow {\mathcal {C}})} isomorph zu {\displaystyle {\mathcal {C}}}.
Beispiele:
- Die Kategorie der punktierten topologischen Räume ist isomorph zur Kategorie der topologischen Räume unter einem fest gewählten einpunktigen Raum.

- Die Kategorie der kommutativen, unitären {\displaystyle k}-Algebren für einen Körper {\displaystyle k} ist isomorph zur Kategorie der kommutativen, unitären Ringe unter {\displaystyle k}.

### Kategorie der Objekte über A
Analog können wir {\displaystyle T} identisch und {\displaystyle {\mathcal {B}}} terminal wählen. Wir erhalten dann die Kategorie der Objekte über {\displaystyle A} (wobei {\displaystyle A} das durch {\displaystyle S} ausgewählte Objekt von {\displaystyle {\mathcal {C}}} ist). Diese Kommakategorie notieren wir als {\displaystyle ({\mathcal {C}}\downarrow A)}; in der algebraischen Geometrie ist die Bezeichnung {\displaystyle {\mathcal {C}}/A} üblich. Sie ist das duale Konzept zu Objekten unter {\displaystyle A}. Die Objekte sind Paare {\displaystyle (\beta ,\pi _{\beta })} mit {\displaystyle \pi _{\beta }:\beta \rightarrow A}; dabei steht {\displaystyle \pi } für Projektion auf {\displaystyle A}. Ein Pfeil in der Kommakategorie mit Quelle {\displaystyle (B,\pi _{B})} und Ziel {\displaystyle (B',\pi _{B'})} wird durch eine Abbildung {\displaystyle g:B\rightarrow B'} gegeben, die das folgende Diagramm kommutieren lässt:
{\displaystyle A} ist ein Endobjekt von {\displaystyle ({\mathcal {C}}\downarrow A)}. Ist {\displaystyle A} bereits ein Endobjekt von {\displaystyle {\mathcal {C}}}, so ist {\displaystyle ({\mathcal {C}}\downarrow A)} isomorph zu {\displaystyle {\mathcal {C}}}.